# 114828 Ricoromita
114828 Ricoromita este un asteroid din centura principală de asteroizi.

## Descriere
114828 Ricoromita este un asteroid din centura principală de asteroizi. A fost descoperit pe 30 iulie 2003 la Campo Imperatore, în cadrul proiectului CINEOS. Asteroidul prezintă o orbită caracterizată de o semiaxă mare de 2,48 ua, o excentricitate de 0,17 și o înclinație de 4,6° în raport cu ecliptica.